# JBIG
JBIG ist ein früher Standard zur verlustfreien Kompression von digitalen Bildern.
Die Abkürzung ist ein Akronym der Herausgebergruppe Joint Bi-level Image Experts Group, die ein Teil der für das JPEG-Verfahren verantwortlich zeichnenden Joint Photographic Experts Group ist. Ihr gehören Experten aus mehreren nationalen Normungsorganisationen an.
Das Bildformat wurde im März 1993 als ISO/IEC-Norm 11544 und ITU-T-Empfehlung T.82 veröffentlicht. Inzwischen wurde ein neuer zweistufiger Algorithmus namens JBIG2 entwickelt; der Vorläufer heißt seitdem JBIG1. JBIG wurde speziell für Binärbilder, wie zum Beispiel Faxe entwickelt, kann aber auch für andere Bilder verwendet werden. Meistens komprimiert es 20 % bis 50 % besser als der Gruppe-4-Fax-Standard, in Sonderfällen auch bis zu 30-fach stärker.
JBIG verwendet einen von IBM patentierten Entropiekodierungs-Algorithmus, der sich Q-Coder nennt (arithmetisches Kodieren). Er basiert auf Wahrscheinlichkeiten eines jeden Bits in Bezug auf das vorhergehende Bit und die vorhergehende Bildzeile. Um die Kompression und Dekompression von Bildern in Scanrichtung zu ermöglichen, werden nachfolgende Bits nicht berücksichtigt. JBIG unterstützt auch den progressiven Bildaufbau bei einem etwa 5 % höheren Datenaufwand.